# 暗黒街の巨頭
『暗黒街の巨頭』（あんこくがいのきょとう、原題：The Great Gatsby）は、パラマウント映画配給、エリオット・ニュージェント監督、リチャード・メイボーム製作による1949年のアメリカ合衆国の映画である。F・スコット・フィッツジェラルドの小説『グレート・ギャツビー』とオーウェン・デイヴィスの舞台劇を基にメイボームとシリル・ヒュームが脚本を執筆した。音楽はロバート・エメット・ドーランが作曲し、ジョン・F・サイツが撮影監督、ロナルド・アンダーソンとハンス・ドライヤーがプロダクションデザイン、イーディス・ヘッドが衣裳デザインを務めた。
『グレート・ギャツビー』の映画化は1926年の『或る男の一生』に続いて2作目である。
2012年に新プリント版が製作された。

## キャスト
- アラン・ラッド - ジェイ・ギャツビー
- ベティ・フィールド - デイジー・ブキャナン
- マクドナルド・ケリー（英語版） - ニック・キャラウェイ
- ルース・ハッセイ（英語版） - ジョーダン・ベイカー
- バリー・サリヴァン - トム・ブキャナン
- ハワード・ダ・シルヴァ（英語版） - ジョージ・B・ウィルソン
- シェリー・ウィンタース - マートル・ウィルソン
- エリシャ・クック・Jr

## 製作
1946年に映画の企画が発表され、アラン・ラッド、リチャード・メイボーム、シリル・ヒュームが関与した。しかしながら検閲の問題から企画は数年間延びた。
当初、それまでラッドと何度もコラボレーションしていたジョン・ファローが監督する予定であったが、キャスティングの際にメイボームと意見が食い違い、プロジェクトを去った。ファローの代わりにエリオット・ニュージェントが監督となった。